# De Duffelt (molen)
Molen De Duffelt is een in 1867 gebouwde beltmolen en staat aan de Botsestraat 23 te Kekerdom. Er is 1 koppel maalstenen. De molenstenen zijn van kunststeen met een doorsnede van 140 cm.
Het gevlucht is 24,20 m en heeft gelaste, ijzeren roeden met een Oudhollandse wiekvorm. De binnenroede is van 1988 en de buitenroede van 1976.
De kap van de molen is gedekt met dakleer en voorzien van een Engelskruiwerk, hetgeen een kruiwerk met ijzeren rails en ijzeren rollen is. Het kruiwerk wordt bediend met een kruilier.
De bovenas is een uit 1873 stammende gietijzeren as van De Prins van Oranje en is afkomstig van de molen uit Dreumel. De as en het kruiwerk worden gesmeerd met reuzel en de kammen (tanden) op de tandwielen met bijenwas. De vang, waarmee het wiekenkruis wordt afgeremd, is een met een Vlaamse vang met vangtrommel.
Het luiwerk voor het opluien (ophijsen) van de zakken graan en het afschieten (laten zakken) van het maalgoed is een sleepluiwerk.
De molen is gerestaureerd in 1938, 1965, 1977 en 1988. Bij de restauratie in 1938 zijn er onderdelen gebruikt van de molen in Dreumel. In 1977 werd de molen weer opnieuw maalvaardig gemaakt. In 1988 werd de binnenroede vernieuwd.

## Overbrengingen
- De overbrengingsverhouding is 1 : 6,84.
- Het bovenwiel heeft 68 kammen en het bovenrondsel heeft 35 staven. De koningsspil draait hierdoor 1,94 keer sneller dan de bovenas. De steek, de afstand tussen de staven, is 13 cm.
- Het spoorwiel heeft 88 kammen en het steenrondsel 25 staven. Het steenrondsel draait hierdoor 3,52 keer sneller dan de koningsspil en 6,84 keer sneller dan de bovenas. De steek is 10,4 cm.

### Eigenaren
- 1867 - 1867: Herman Pekel
- 1867 - 1872: Hendrik Hell
- 1872 - 1878: Pastoor van Grinsven
- 1872 - 1909: A.T. Herfkens
- 1909 - 1961: A.M. Rütter - wed. J.W.Huls
- 1961 - 1966: L. en B.G. Huls
- 1966 - 1972: L. Huls
- 1972 - 1974: Th.H.Huls-Gunsing
- 1973 - 1974: S.W. Meyer
- 1974 - heden: A.L.M. Dodemont